# Quai Anatole-France
Quai Anatole-France (nábřeží Anatola France) je nábřeží v Paříži. Nachází se v 7. obvodu.

## Poloha
Nábřeží vede po levém břehu řeky Seiny mezi mosty Léopold-Sédar-Senghor a Concorde. Začíná na úrovni ulice Rue de Solférino, kde proti proudu navazuje Quai Valéry-Giscard-d'Estaing a končí u Boulevardu Saint-Germain, odkud dále pokračuje Quai d'Orsay.

## Historie
Nábřeží bylo v roce 1704 pojmenováno Quai de la Grenouillière a v roce 1707 přejmenováno na Quai d'Orsay. V letech 1802-1915 se nazývalo Quai Bonaparte.
V roce 1947 byla původně východní část Quai d'Orsay odpojena a pojmenována po francouzském spisovateli Anatolu Francovi, který bydlel v domě č. 15 na Quai Malaquais a jeho otec provozoval knihkupectví v domě č. 9 na Quai Voltaire.
V roce 2023 byla jihovýchodní část nábřeží přejmenována na Quai Valéry-Giscard-d'Estaing.

## Významné stavby
- Domy č. 1-3-5: komplex budov, které tvoří sídlo finanční instituce Caisse des dépôts et consignations, postavený na místě paláců z počátku 18. století. Tyto budovy byly strženy při stavbě železniční tratě a na konci 19. století nahrazeny současnou zástavbou ve stylu Ludvíka XV.
- Dům č. 7-9: Musée d'Orsay
- Dům bez č.: Palais de la Légion d'honneur
- Dům č. 9bis-11: městský palác z konce 19. století
- Dům č. 15: další sídlo Caisse des dépôts et consignations
- Dům č. 19: zahrada, která je součástí Hôtel Beauharnais, sídlo německého velvyslance
- Dům č. 21: zahrada, která je součástí Hôtel Seignelay
- Dům č. 25: Hôtel Collot: palác postavil v roce 1840 architekt Louis Visconti v novoklasicistním stylu pro Jeana Pierrea Collota (1764-1852), armádního dodavatele a ředitele Pařížské mincovny. Po jeho smrti koupil palác generál Mahmud Benaiad z Džerby, ředitel státního obchodu v Tunisku. V roce 1850 získal francouzské občanství a v roce 1852 opustil Tunisko a usadil se v Paříži. Po odchodu do Konstantinopole prodal svůj majetek. V paláci pak v letech 1864-1880 sídlilo španělské velvyslanectví. V roce 1923 dům koupil antikvář Isaac Founes, francouzský specialista na nábytek. V roce 1932 dům koupila společnost Société Générale Commerciale de l'Est, která zde sídlila až do roku 2004, kdy palác získali antikváři Nicolas a Alexis Kugelovi, kteří jej pečlivě restaurovali a zřídili zde galerii.